# Міхал-на-Острові
Міхал-на-Острові (словац. Michal na Ostrove) — село в окрузі Дунайська Стреда Трнавського краю Словаччини. Площа села 10,65 км². Станом на 31 грудня 2015 року в селі проживало 960 жителів.

## Історія
Перші згадки про село датуються 1337 роком.

## Географія
Протікають Старий Клатовський канал і Клатовський канал.

## Населення
| Рік:            | 1994. | 2004.    | 2014.    | 2024.    |
| --------------- | ----- | -------- | -------- | -------- |
| Кількість осіб: | 680   | 827      | 940      | 1119     |
| Різниця:        |       | +21,61 % | +13,66 % | +19,04 % |

| Рік:            | 2023. | 2024.   |
| --------------- | ----- | ------- |
| Кількість осіб: | 1104  | 1119    |
| Різниця:        |       | +1,35 % |